# 緑丘 (池田市)
緑丘（みどりがおか）は、大阪府池田市にある地名である。一丁目から二丁目まである。郵便番号は563-0026。当地域の人口は、2017年12月末時点で 3,954 人である（池田市市民生活部総合窓口課の資料による）。

## 地理
池田市の中央部に位置する。西部に一丁目があり、東部に二丁目がある。北は畑一丁目、渋谷一丁目および二丁目と、東は旭丘一丁目と、南は鉢塚一丁目から三丁目までと、西は上池田二丁目とそれぞれ隣接している。
当地域は、池田市立緑丘小学校および池田市立渋谷中学校の校区に含まれる。当地域の中央付近を荘園西畑線が通っており、北端を池田箕面線（中央線）が通っている。当地域の西端を八王寺川が流れており、一丁目の中央付近を荒堀川が流れている。

### 地価
歴史ある高級住宅街が連続する北摂地域に位置しており、周辺は教育機関が多く立地する文教地区である。緑丘の地価は2023年（令和5年）1月1日の公示地価によれば緑丘1丁目6-17の地点で19万6000円/m2となっている。

## 歴史
1941年（昭和16年）、大阪工業試験所池田分所（現在の産業技術総合研究所関西センター）が才田町に開設される。1953年（昭和28年）10月19日、大阪学芸大学附属池田小学校（現在の大阪教育大学附属池田小学校）が下渋谷501番地（現在の緑丘一丁目）に移転される。1962年（昭和37年）から1964年（昭和39年）にかけて、日本住宅公団（現在の都市再生機構）による緑ヶ丘団地が建設される。1962年、新池（皿池）が埋め立てられる。
1965年（昭和40年）9月1日、才田町、尊鉢町、上渋谷町、下渋谷町が、緑丘一丁目から二丁目に変更される。1976年（昭和51年）4月1日、池田市立緑丘小学校が開校される。1977年（昭和52年）4月1日、池田市立緑丘幼稚園が開園される。1978年（昭和53年）、夏湖池が埋め立てられる。2001年（平成13年）6月8日、附属池田小事件が発生する。2003年（平成15年）4月、学校危機メンタルサポートセンターが設置される。2007年（平成19年）5月、有料老人ホーム「グッドタイムリビング池田緑丘」が一丁目に開設される。2020年（令和2年）、大阪府警察の池田待機宿舎が解体される。2021年（令和3年）5月6日、さつき皮ふ科が二丁目に開院される。同月20日、キリン堂 池田緑丘店が一丁目に開店される。

## 施設
- 産業技術総合研究所関西センター[2][4]
- 大阪教育大学附属池田小学校[2][4]
- 大阪教育大学附属池田中学校[2][4]
- 大阪教育大学附属高等学校池田校舎[2][4]
- 池田市立緑丘小学校[2][4]
- 緑丘保育園[2][4]
- 緑丘1丁目第1公園[27]
- 緑丘1丁目第2公園[27]
- 緑丘2丁目第2公園[27]
- アルビス緑丘内公園[27]
- パティスリー ハレ - 2008年（平成20年）11月開店[28][29]。